# Jacob Kwast
Jacob Kwast (Wognum, 3 september 1820 – Amsterdam 26 juni 1890) was een Nederlands muziekpedagoog, organist en componist.
Hij was zoon van (hoofd)onderwijzer Jacob Kwast en Neeltje Kluft. Hij was getrouwd met Ariaantje/Arriaantje Dorland. Zonen Barend Kwast en Albert Kwast ging ook de muziek in.
In 1838 vestigde hij als (muziek)onderwijzer met zijn gezin in Purmerend, om daar na 25 jaar te vertrekken om voor vijf jaar in Gouda te gaan werken. Hij werd daarna organist in de Amsterdamse Amstelkerk, dirigent van het koor van de Vrije Gemeente, mannenkoor Kunst en Vriendschap, muziekdocent voor koorzang aan de Muziekschool van de Maatschappij tot Bevordering der Toonkunst en privéleraar piano en compositieleer.
Hij schreef ook enkele werken:
- een bundel vierstemmige koorgezangen voor mannenkoor
- vier liederen voor bariton
- Geuzeliedjes, ter gelegenheid van drie eeuwen onafhankelijkeid op teksten van C.A. Tibbenhoff
- Gezelschapsliederen; 145 Nederlandse zangen en 14 volksliederen van de voornaamste landen met pianobegeleiding
- arrangementen van werken voor harmonieorkest

## Vader
Vader Jacob Kwast (1784-1866) was een fenomeen in het dorp Wognum. Hij, zoon van weer een andere Jacob uit Kolhorn, werd in 1802 benoemd tot onderwijzer in Nibbixwoud en in 1810 in Wognum. Hij werd leider binnen het plaatselijk verenigingsleven en was een van de oprichters van de Maatschappij tot Nut van 't Algemeen in Wognum. Hij was voorts organist in Wognum en Hoorn. Het zangkoor uit Wognum droeg lange tijd zijn naam: Gemengd Zangkoor Jacob Kwast, ook wel De Wognummers, Wognum kent een Jacob Kwastlaan.